# سید محمدعلی ابطحی
سیدمحمدعلی ابطحی (زادهٔ ۷ بهمن ۱۳۳۸) سیاستمدار اصلاح‌طلب و روحانی شیعه ایرانی است که هم‌اکنون به‌عنوان رئیس مؤسسه بین‌المللی گفتگوی ادیان فعّالیت می‌کند و از اعضای شورای مؤسس و مرکزی مجمع روحانیون مبارز است.
وی پس از ۳ سال اقامت در لبنان به عنوان نماینده سازمان صدا و سیما به ستاد انتخاباتی ریاست جمهوری پیوست و در دولت هفتم (سید محمد خاتمی) ریاست دفتر رئیس‌جمهور را برعهده گرفت، در دولت هشتم در فاصله سالهای ۱۳۸۰ تا ۱۳۸۳ به عنوان معاون امور حقوقی و مجلس رئیس‌جمهور فعالیت می‌کرد و از ۱۳۸۳ تا ۱۳۸۴ نیز مشاور رئیس‌جمهور بود.

## زندگی‌نامه
محمدعلی ابطحی فرزند اول سید حسن ابطحی و سیده زهرا هاشمی‌نژاد (خواهر سید عبدالکریم هاشمی‌نژاد) در ۷ بهمن ۱۳۳۸ در مشهد زاده شد. او سه برادر و دو خواهر دارد. پدرش اهل مشهد و مادرش اهل بهشهر بود و مطابق با سنت خانوادگی پس از تحصیلات ابتدایی به تحصیل علوم دینی پرداخت و در ۱۳۵۵ به مقطع خارج فقه رسید. به گفته خودش، او شاگردی سید علی خامنه‌ای و سید عبدالکریم هاشمی‌نژاد را کرده و به زبان عربی مسلط است.
وی در ۱۳۵۸ با دختر عمه‌اش، فهیمه موسوی‌نژاد، ازدواج کرد و حاصل ازدواج آن‌ها، سه دختر به نام‌های فائزه، فاطمه و فریده است.

### بازداشت در سال ۱۳۵۳ و ۱۳۵۷
به گفته خود ابطحی، او فعالیت‌های سیاسی‌اش را از ۱۵ سالگی با پخش اعلامیه بر علیه حکومت پهلوی شروع کرد. همین اقدام او سبب شد تا به خاطر سرقت یک ماشین تحریر از یک گروه سیاسی، توسط ساواک دستگیر شود. او به خاطر اینکه به سن قانونی نرسیده بود، آزاد شد. او فعالیت‌های سیاسی‌اش را در سال‌های بعد با منبر ادامه داد تا آنکه مجدد در سال ۱۳۵۷ بازداشت و به زندان اوین منتقل شد. کمی بعد با اتفاقات ۱۷ شهریور ۱۳۵۷، او نیز آزاد شد.

### مسئولیت‌ها در جمهوری اسلامی
وی به دلیل سوابق انقلابی و فعالیت‌های آماتور فرهنگی و هنری در قبل از انقلاب در سال ۱۳۵۸ مدیر برنامه‌های صداوسیمای مشهد شد؛ پس از اقامت ۲ ساله و ادامه تحصیل در قم در سال ۱۳۶۱ به سمت مدیرکل صداوسیمای بوشهر و شیراز رسید، و در سال ۱۳۶۲ از شیراز به تهران منتقل و به عنوان مدیر رادیو ایران منصوب گردید، و تا سال۱۳۶۷ در این سمت باقی‌ماند و بعد از آن در همین سال به سمت معاونت برون مرزی صداسیما رسید و بعد از آن در دوره وزرات ارشاد سید محمد خاتمی به معاونت امور بین‌الملل وزارت فرهنگ و ارشاد اسلامی که مسئولیت خانه‌های فرهنگ و رایزنی‌های فرهنگی در دنیا را بعهده داشت، منصوب شد، با استعفای سید محمد خاتمی در سال ۱۳۷۱ وی نیز از سمت خود استعفا داد و به صداوسیما به عنوان مشاور رئیس (محمد هاشمی رفسنجانی) بازگشت.
در دوران ریاست علی لاریجانی بر سازمان صدا و سیمای جمهوری اسلامی ایران وی به عنوان نماینده صداوسیما در بیروت آغاز به کار کرد؛ و در انتخابات ریاست‌جمهوری ایران (۱۳۷۶) بیروت را رها کرد و به ستاد انتخاباتی سید محمد خاتمی پیوست و در تاریخ ۱۳۷۶/۴/۱۹به عنوان ریاست دفتر رئیس‌جمهور انتخاب شد. پس از انتخابات ریاست جمهوری (۱۳۸۰) در تاریخ ۱۳۸۰/۶/۱۱به سمت معاون امور حقوقی و مجلس رئیس‌جمهور انتخاب گردید. پس از انتخابات مجلس هفتم پس از سه بار استعفاء در تاریخ ۱۳۸۳/۷/۲۱ استعفایش مورد قبول رئیس‌جمهور قرار می‌گیرد و حکم مشاور رئیس‌جمهوری را دریافت می‌کند. وی همچنین از روز تأسیس مجمع روحانیون مبارز تاکنون عضو شورای مؤسس و مرکزی آن بوده است. همچنین از سال ۱۳۷۸ به اتفاق همسرش (فهمیه موسوی‌نژاد) مؤسسه غیردولتی گفتگوی ادیان را تأسیس کرد و در ده‌ها اجلاس بین‌المللی ادیانی، سخنرانی کرد.

### بازداشت در سال ۱۳۸۸
ابطحی در انتخابات دوره دهم ریاست جمهوری، بر خلاف سید محمد خاتمی که حامی میرحسین موسوی بود، به ستاد مهدی کروبی پیوست. وی در تاریخ ۲۶ خرداد ۱۳۸۸ در پی مناقشات مربوط به رویدادهای پس از اعلام نتایج انتخابات ریاست جمهوری ایران (۱۳۸۸) در منزل خود بازداشت شد. او روز قبل از بازداشت، در راهپیمایی مسالمت‌آمیز معترضان به نتایج انتخابات در تهران، حاضر شده بود. حکم دستگیری وی توسط سعید مرتضوی قبل از برگزاری انتخابات صادر شده بود. به عقیده خود او، بازداشتش در سال ۱۳۸۸، یک انتقام‌گیری سیاسی از جریانی سیاسی بود که انتخابات بهانه آن بود. خود او در اظهاراتی پس از آزادی‌اش گفته بود که توسط مرتضوی به اعدام و پرونده‌سازی تهدید شده بود. وی مدعی شد که یک مرتبه برای او اعدام نمایشی نیز اجرا شده است. او در دوران بازداشتش، چند مرتبه وبلاگ خود را از داخل زندان بروزرسانی کرد که با واکنش‌ها و تردیدهایی همراه بود.

#### محاکمه در دادگاه

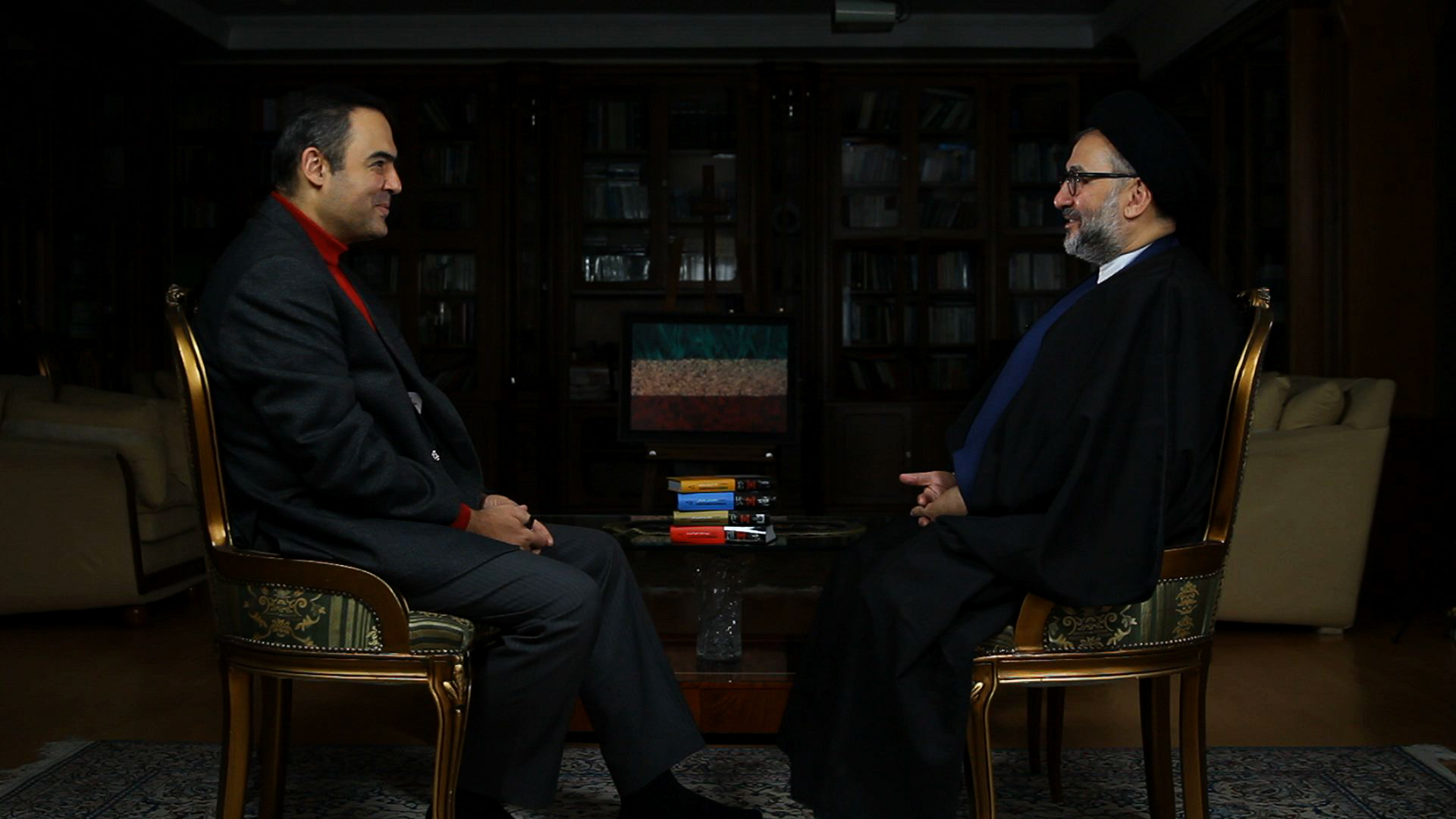
محمد علی ابطحی در حال مصاحبه با حسین دهباشی در برنامه خشت خام

وی به همراه چند تن از فعالان سیاسی، روز شنبه ۱۰ مرداد ۱۳۸۸ در سالن اجتماعات اداره کل دادگستری تهران، در اولین جلسهٔ محاکمه متهمان حوادث پس از انتخابات ریاست جمهوری ۱۳۸۸ ایران حضور یافت. در این دادگاه که به ریاست قاضی صلواتی و بدون حضور خبرنگاران مستقل، هیئت منصفه، وکیل متهمان (صالح نیکبخت) و خانواده متهمان برگزار شد و تنها خبرنگاران واحد مرکزی خبر، ایرنا و خبرگزاری فارس در دادگاه حضور داشتند، همچنین به تیم تصویر برداری تلویزیون پرس تی‌وی اجازه تصویر برداری داده نشده بود، ابطحی به همراه یکصد نفر دیگر محاکمه شد. وی همراه با محمد عطریانفر، در کنفرانسی خبری حضور پیدا کرد و میرحسین موسوی را دچار توهم تقلب دانست و همراهی سید محمد خاتمی را با موسوی، خائنانه خواند. وی هم‌چنین اکبر هاشمی رفسنجانی را متهم به انتقام از محمود احمدی‌نژاد و سید علی خامنه‌ای کرد.
دفتر مجمع تشخیص مصلحت نظام با صدور بیانیه‌ای با رد سخنان ابطحی آن را از اساس کذب محض خوانده و افزود معلوم نیست در چه شرایط و ملاحظاتی این سخنان بیان شده است. او بعدها مدعی شد که سخنانی که در دادگاه گفته است، از روی اجبار و برای نگفتن سخنانی بدتر بر علیه سید محمد خاتمی بوده است. وی چند سال پس از آزادی در مصاحبه با حسین دهباشی در برنامه خشت خام (تاریخ آنلاین) دلایل سخنان خود در دادگاه را تشریح کرد.
به گزارش بعضی منابع، در تنظیم اتهام‌های ابطحی، به نوشته‌های وی در وبلاگ شخصی‌اش، شرکت در راهپیمایی مشهور ۲۵ خرداد، شرکت در جلسه مجمع روحانیون و همچنین مصاحبه با تلویزیون فارسی بی‌بی‌سی استناد شده است.

#### محکومیت و آزادی

دیدار سید محمد خاتمی از ابطحی پس از آزادی از زندان - آذر ۱۳۸۸

ابطحی در تاریخ ۳۰ آبان ۱۳۸۸، با اتهام‌های توهین به رئیس‌جمهوری، فعالیت تبلیغاتی علیه نظام جمهوری اسلامی، اخلال در نظم عمومی از طریق شرکت در تجمع غیرقانونی و نگهداری اسناد طبقه‌بندی شده، محاکمه و به شش سال حبس تعزیری محکوم شد.

دیدار سید حسن خمینی از ابطحی پس از آزادی از زندان - آذر ۱۳۸۸

ابطحی در تاریخ ۱ آذر ۱۳۸۸ با سپردن وثیقه ۷۰۰ میلیون تومانی، بعد از گذراندن ۵ ماه و ۷ روز حبس در زندان اوین، به صورت موقت آزاد شد. پس از آزادی، زهرا رهنورد، میرحسین موسوی، سید محمد خاتمی، مهدی کروبی و حسن خمینی در منزلش به دیدار او رفتند. او در سال ۱۴۰۰ خبر از ممنوع‌الخروجی و ضبط گذرنامه‌اش داد.

### حمله و ضرب و شتم
در تاریخ ۳۰ خرداد ۱۳۸۹ پس از مراسم یادبود میرزا جواد تهرانی، در شهر ری، گروهی لباس شخصی به ابطحی حمله کردند و وی را مورد ضرب و شتم قرار دادند. وی نقل می‌کند:
من از آنجا رد شدم و به بلوار بغلی پیچیدم. در وسط بلوار که تحت تعقیب چند موتور سوار بودم، ناگهان راننده یک اتومبیل پراید کلتش را از بغلش بیرون کشید و اتومبیلش را به صورت افقی جلو اتومبیل من پارک کرد. من مجبور به توقف شدم… در ابتدا لگدهای وحشیانه‌ای به اتومبیل می‌زدند که با یک لگد آیینه اتومبیل من کنده شد. بعد یکی از سرنشینان موتور را دیدم که چاقوی بزرگی را از زیر لباسش درآورده و به طرف من می‌آمد و داد می‌زد بیا پائین. با چاقو به بدنه اتومیبل ضربه‌های ضربدری می‌زد. یک نفر دیگر از یک موتور دیگر پائین آمد که در دستش کابل خیلی کلفتی بود. آن را چنان محکم به شیشه عقب ماشینم زد که با صدای مهیبی تمام شیشه ریز ریز شد. همزمان با صدای انفجار دیگری، شیشه داخلی سمت عقب شکست. در این حین یک نفر روی کاپوت ماشینم آمد و با لگد محکمی شیشه جلو را شکست. متوجه شدم فردی تا نیمه تنه از شیشه شکسته شده عقب به داخل اتومبیل خزیده است. تصمیم گرفتم بیرونش کنم که گاز اشک‌آور را به‌طور مستقیم در چشم‌های من خالی کرد. در حالی که لباسهایم پر از نرمه شیشه بود، چشمم به خاطر گاز اشک آلود و شیشه جلو اتومبیلم هم ریز ریز شده بود و چیزی دیده نمی‌شد به هر شکل قصد بیرون رفتن از معرکه را داشتم تا بالاخره با سختی از کنار اتومبیل پراید گذشتم. در همان حال که گروه عملیاتی مشغول کار بودند، فردی که روی موتور در جلوی این مجموعه بود و با تلفن صحبت می‌کرد، اشاره کرد که کافی است و من هم با همان اتومبیل با سرعت از محل بیرون رفتم. چون خیابان توسط این گروه بسته شده بود از خلوتی ایجاد شده استفاده کردم و از مهلکه بیرون آمدم. هیچ نیروی نظامی و انتظامی هم در آنجا نبود و آنان نیز دلهره‌ای از آمدن هیچ نیرویی نداشتند.

### حضور در افطاری رهبر

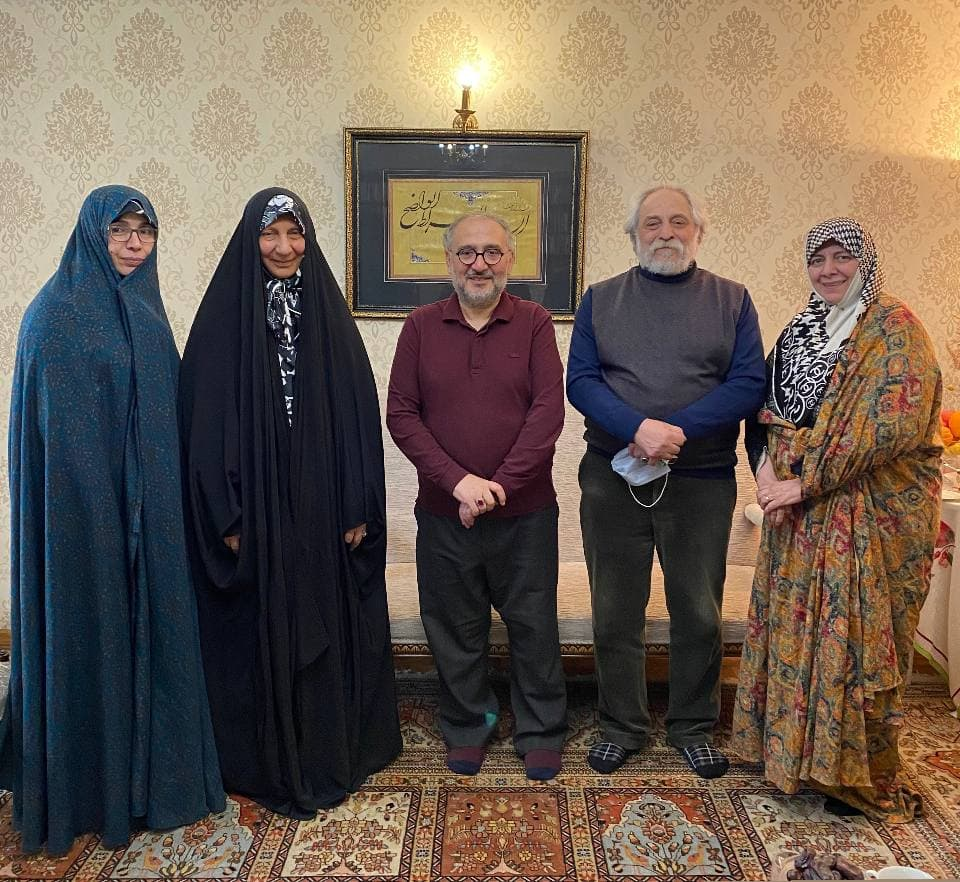
از چپ: فهیمه موسوی‌نژاد، رباب صدر، محمدعلی ابطحی، مهدی فیروزان و حورا صدر، بهمن ۱۴۰۰

ابطحی در تاریخ ۲ خرداد ۱۳۹۷ و در مراسم افطاری رهبر جمهوری اسلامی با کارگزاران و مقامات نظام، پس از سال‌ها، بار دیگر به بیت رهبری دعوت شد و در این مراسم حضور یافت.

## سمت‌های رسمی
- ۱۳۵۸: مدیر صداوسیمای مرکز مشهد[۹]
- ۱۳۶۱: مدیرکل صداوسیمای بوشهر و شیراز[۹]
- ۱۳۶۲: مدیر رادیو ایران[۳۲]
- ۱۳۶۷: معاونت برون‌مرزی صدا و سیما ایران[۹]
- ۱۳۶۷: معاونت امور بین‌الملل وزارت فرهنگ و ارشاد اسلامی[۳۲]
- ۱۳۷۳: نماینده صداوسیمای جمهوری اسلامی ایران در بیروت[۹]
- ۱۳۷۶: رئیس دفتر رئیس‌جمهور[۳۲]
- ۱۳۸۰: معاون حقوقی و پارلمانی رئیس‌جمهور[۹]
- ۱۳۸۳: مشاور رئیس‌جمهور[۹]

## آثار

### کتاب‌ها
1. «ترور یک رئیس‌جمهور» (ترجمه)
2. «دیالوگ با اندیشمندان مسیحی (دین در جهان معاصر)» ۱۳۷۹ - نشر طرح‌نو[۳۳]
3. «تدبیر و تحمل» ۱۳۸۳ - نشر لوح فکر[۳۴]
4. کتاب طنز «الاحقر فداتون» ۱۳۸۳ - نشر لوح فکر[۳۵]
5. «برای دلم» ۱۳۸۴ - نشر چالش[۳۶]
6. «بی نقاب» ۱۳۸۴ - نشر چالش[۳۷]
7. «ما باختیم» (بررسی شکست‌های سیاسی از سال ۱۳۸۴ به بعد) ۱۳۹۶ - نشر روزگار[۳۸]
8. «هاله هسته‌ای - ۱۳۹۶» نشر ثالث[۳۹]
9. «به دنبال لبخندت آمده‌ام» ۱۳۹۶ - نشر کتاب آبان[۴۰]
10. «از کرونا و دیگر شیاطین» ۱۳۹۹ - نشر روزنه[۴۱]
11. رمان «گذر خان» ۱۴۰۱ - نشر ققنوس[۴۲]
12. رمان بلند «این‌جا کسی باور نمی‌کند - ۱۳۹۰ نشر مروارید (این کتاب تاکنون مجوز نشر نگرفته است).

### مقالات و مصاحبه‌ها
صدها مقاله از وی در روزنامه‌های داخلی و خارجی و ده‌ها مصاحبه تلویزیونی و رادیویی با خبرگزاری‌های بین‌المللی و شبکه‌های داخلی و خارجی منتشر شده است. وی در چندین برنامه در تلویزیون‌های الجزیره - العربیه - بی‌بی‌سی عربی - راشاتودی عربی به زبان عربی گفتگو کرده است. گفتگوی خودمانی سیاوش اردلان در بی‌بی‌سی فارسی با محمدعلی ابطحی در سال ۱۳۸۶ توجه زیادی را جلب کرد.

### وبلاگ‌نویسی
وی نخستین سیاستمدار ایرانی است که از اینترنت و وبلاگ استفاده کرده است. در اتفاقی کم‌نظیر از آذر ۱۳۸۲ تا ۲۳ خرداد ۱۳۸۸ (به‌مدت ۶ سال) بدون یک روز توقف در وبلاگ وب‌نوشت مطلب نوشت. پس از به زندان افتادن ابطحی و گذشت هفتاد روز، وبلاگ وی از درون زندان به مدت یک هفته بروز شد. این اقدام توسط بسیاری از وبلاگ نویسان با شبهه روبرو شد و هرگز باور عمومی برای اصلاح طلبان، بر سر نوشته شدن این مطلب توسط خود ابطحی نتوانست شکل بگیرد.

## برای مطالعهٔ بیشتر
- وبگاه رسمی
- «محمد علی ابطحی و سهم روحانیت در دنیای اینترنت».بی‌بی‌سی فارسی
- «وبلاگ نویسی در ایران».بی‌بی‌سی فارسی
- «گفتگوی خودمانی با محمدعلی ابطحی».بی‌بی‌سی فارسی